# Jacques Aubert
Jacques Aubert (París, 30 de setembre de 1689 - Belleville, París, 19 de maig de 1753) fou un compositor i violinista francès.
Va ser alumne de Jean-Baptiste Senaillé. El seu primer treball va ser com a violinista al servei del príncep de Condé. Després formà part dels Vingt-quatre Violons du Roy. Fou violí primer a l'Òpera de París (del 1728 al 1752). Va escriure, a més de l'òpera La Reine des Péris (1725) i el ballet Fêtes champêtres et guerrières (1746), una gran quantitat de música per a instruments de corda, i també per a flauta i oboè.
Amb Jean-Joseph Cassanea Mondonville i Jean-Marie Leclair, va adaptar el virtuosisme italià al geni francès. Era el pare del també músic Louis Aubert (1720-1800) i el famós poeta Abbé Aubert (1731-1814).

## Òperes i ballets
- Arlequin gentilhomme malgré lui ou L'Amant supposé, opéra comique (1716 París)
- Arlequin Hulla ou La Femme répudiée, opéra comique (1716 París)
- Les Animaux raisonnables (Louis Fuzelier/Marc-Antoine LeGrand), opéra comique (1718 París)
- Diane (Antoine Danchet), divertissement (1721 Chantilly)
- Le Regiment de la calotte (Fuzelier/LeSage/d'Orneval), opéra comique (1721 París)
- La Fête royale, divertissement (1722 Chantilly)
- Le Ballett de Chantilly, Le Ballet des vingt-quatre heures (LeGrand), comédie (1722 Chantilly)
- La Reine des Péris (Fuzelier), comédie persane (1725 París);